# 3998 Tezuka
3998 Tezuka è un asteroide della fascia principale. Scoperto nel 1989, presenta un'orbita caratterizzata da un semiasse maggiore pari a 2,2802109 UA e da un'eccentricità di 0,1951740, inclinata di 6,49642° rispetto all'eclittica.
L'asteroide è dedicato al mangaka giapponese Osamu Tezuka.